# افي وايس
افي وايس (بالإنجليزية: Avi Weiss)‏ هو حاخام أمريكي، ولد في 24 يونيو 1944.